# Кошта, Орланду
Орланду Мачаду Кошта (порт. 	Orlando Machado Costa; 9 марта 1977, Португалия) — португальский футбольный тренер.

## Биография
В качестве наставника работал ассистентом во многих португальских командах, а также в клубах из азиатских стран. В нескольких из них он входил в тренерский штаб известного португальского специалиста Нелу Вингады, работал с Жуаном Карлосом Перейрой, Мануэлом Гомешем. Имеет магистерскую степень по спортивной психологии, учился у Витора Фраде. Работал тренером молодёжных команд с 19 лет.
С ноября 2022 года по ноябрь 2023 года Кошта самостоятельно руководил сборной Барбадоса.За это время она провела девять игр, в которых одержала только одну победу, трижды сыграв вничью и пять раз проиграв.

## Достижения

### Ассистента тренера
- Чемпионат Южной Кореи (1): 2010.
- Обладатель Кубка корейской лиги (1): 2010.